# Andrea De Sica
Andrea De Sica (Roma, 30 dicembre 1981) è un regista italiano.

## Biografia
Figlio del compositore Manuel De Sica e della produttrice Tilde Corsi. È il nipote di Vittorio De Sica e María Mercader, suo zio è l'attore Christian De Sica (secondogenito di questi ultimi e fratello minore del padre) e suo cugino minore (figlio di Christian) è Brando.
Da ragazzo collabora come assistente volontario sul set di The Dreamers di Bernardo Bertolucci. In seguito è assistente alla regia per La finestra di fronte di Ferzan Özpetek e Vento di terra di Vincenzo Marra.
Dopo gli studi in Filosofia presso l'Università degli Studi Roma Tre, nel 2009 si diploma in regia al Centro Sperimentale di Cinematografia. Nel 2010 collabora al documentario Foschia pesci Africa sonno nausea fantasia, firmandone la regia assieme a Daniele Vicari.
Nel 2011 è stato il regista delle scene live action della serie televisiva in tecnica mista Mia and Me, scene presenti all'inizio e alla fine di ciascun episodio, interpretate dall'attrice Rosabell Laurenti Sellers.
Nel 2012 gira Città dell'uomo, un documentario per la TV sulla storia dell'imprenditore Adriano Olivetti. Il documentario è stato presentato in anteprima nel Padiglione Italia nella 13ª Biennale di Architettura a Venezia nel 2012.
Con I figli della notte, suo primo lungometraggio, vince il Nastro d'argento al miglior regista esordiente nel 2017, la nomination al David di Donatello e altri riconoscimenti.
Tra il 2018 e il 2020 dirige il pilota e altri otto episodi della serie televisiva italiana Baby, prodotta da Fabula Pictures e distribuita da Netflix.
Nel 2021 è la volta del film Non mi uccidere, prodotto da Vivo film e distribuito da Warner Bros. Pictures, che riceve quattro nomination ai Nastri d'argento, tra cui miglior film, e altri riconoscimenti.
Nel 2023 è stato membro della giuria per il Premio Venezia Opera Prima - Luigi de Laurentiis dell’80ª Mostra del Cinema di Venezia.
Nel 2024 ha curato la supervisione artistica al restauro 4k di due pellicole di suo nonno Vittorio De Sica, L'oro di Napoli e Il giudizio universale.
Nel 2024 ha curato la regia di una serie TV per Disney+ ambientata a Napoli dal titolo Uonderbois.

## Filmografia

### Cinema
- I figli della notte (2017)
- Non mi uccidere (2021)

### Televisione
- Baby – serie TV, 18 episodi (2018-2020)
- Uonderbois - serie TV, 1 episodio (2024)[10]

### Cortometraggi
- L'Inferno sono gli altri (2007)
- L'esame (2007)
- Il grande spettacolo (2008)
- L'eroe (2017)

### Documentari
- Foschia pesci Africa sonno nausea fantasia (2010)
- Città dell'uomo (2013)

## Videoclip
- Non mi uccidere di Chadia Rodríguez (2021)

## Riconoscimenti
- Nastro d'argento
  - 2017 – Miglior regista esordiente per I figli della notte